# Sonate pour piano no 1 de Chostakovitch
La Sonate pour piano no 1 opus 12 et une sonate de Dmitri Chostakovitch. Composée en 1926, elle fut créée le 12 décembre 1926 à Léningrad. Œuvre majeure de sa production pianistique, elle est en un mouvement divisé en six parties enchainées.

## Structure
L'œuvre se compose d'un seul mouvement en six parties enchaînées :
1. Allegro
2. Meno mosso
3. Adagio
4. Allegro
5. Lento
6. Allegro